# NGC 6274
NGC 6274 ist eine 13,8 mag helle Spiralgalaxie vom Hubble-Typ Sc im Sternbild Herkules. Sie bildet mit der etwa gleich weit entfernten Galaxie PGC 59381 eine optische Doppelgalaxie ohne sichtbare Wechselwirkung.
Sie wurde am 28. Juni 1864 von Albert Marth entdeckt.